# Can Vellet
Can Vellet és una casa de Vilassar de Dalt (Maresme) inclosa a l'Inventari del Patrimoni Arquitectònic de Catalunya.

## Descripció
Edifici civil, es tracta d'una casa conformada per una planta baixa i dos pisos. La seva façana -esgrafiada de manera que imita carreus- segueix la línia del carrer.
Al conjunt destaca el portal, amb arc de mig punt, adovellat; l'ús de la pedra als brancals, llindes i ampits de les finestres del primer pis, així com els brancals de les finestres del segon.
D'entre les obertures, sobresurt la de la planta baixa, amb tots els elements fets amb pedra i una interessant reixa de ferro -que està més separada de la línia de la paret per baix que per dalt- a la qual les barres no estan soldades a les interseccions que formen, sinó que les verticals presenten orificis a través dels quals es passen les horitzontals.